# Juraj Tužinský
Juraj Tužinský (Lučenec, Checoslovaquia, 24 de agosto de 1984) es un deportista eslovaco que compite en tiro, en la modalidad de pistola.
Ganó una medalla de bronce en los Juegos Europeos de Bakú 2015 y cinco medallas en el Campeonato Europeo de Tiro entre los años 2010 y 2025.
Participó en tres Juegos Olímpicos de Verano, entre los años 2012 y 2020, ocupando el cuarto lugar en Río de Janeiro 2016, en la prueba pistola 10 m.

## Palmarés internacional
| Juegos Europeos    | Juegos Europeos   | Juegos Europeos   | Juegos Europeos |
| Año                | Lugar             | Medalla           | Prueba          |
| ------------------ | ----------------- | ----------------- | --------------- |
| 2015               | Bakú (Azerbaiyán) | Medalla de bronce | Pistola 10 m    |
| Campeonato Europeo |                   |                   |                 |
| Año                | Lugar             | Medalla           | Prueba          |
| 2010               | Meråker (Noruega) | Medalla de bronce | Pistola 10 m    |
| 2021               | Osijek (Croacia)  | Medalla de oro    | Pistola 10 m    |
| 2022               | Hamar (Noruega)   | Medalla de plata  | Pistola 10 m    |
| 2024               | Győr (Hungría)    | Medalla de plata  | Pistola 10 m    |
| 2025               | Osijek (Croacia)  | Medalla de oro    | Pistola 10 m    |